# Porpita
Porpita è un genere di idrozoi della famiglia Porpitidae.

## Tassonomia
- Porpita porpita (Linnaeus, 1758)
- Porpita prunella (Haeckel, 1888)